# Lục Nam (district)
Lục Nam is een district in de Vietnamese provincie Bắc Giang. Het ligt in het noordoosten van Vietnam. Het noordoosten van Vietnam wordt ook wel Vùng Đông Bắc genoemd. Lục Nam heeft een oppervlakte van 596,9 km² en heeft ruim 200.000 inwoners. De hoofdplaats van het district is Đồi Ngô.
Thị trấn: Đồi Ngô · Lục Nam

Xã: Lục Sơn · Bình Sơn · Trường Sơn · Vô Tranh · Trường Giang · Nghĩa Phương · Huyền Sơn · Bắc Lũng · Cẩm Lý · Vũ Xá · Đan Hội · Yên Sơn · Lan Mẫu · Phương Sơn · Thanh Lâm · Chu Điện · Bảo Đài · Bảo Sơn · Tam Dị · Đông Phú · Đông Hưng · Tiên Hưng · Tiên Nha · Khám Lạng
Hoofdstad: Bắc Giang

Huyện: Hiệp Hoà · 
Lạng Giang · 
Lục Nam · 
Lục Ngạn · 
Sơn Động · 
Tân Yên · 
Việt Yên · 
Yên Dũng · 
Yên Thế